# Wolfgang Wiefel

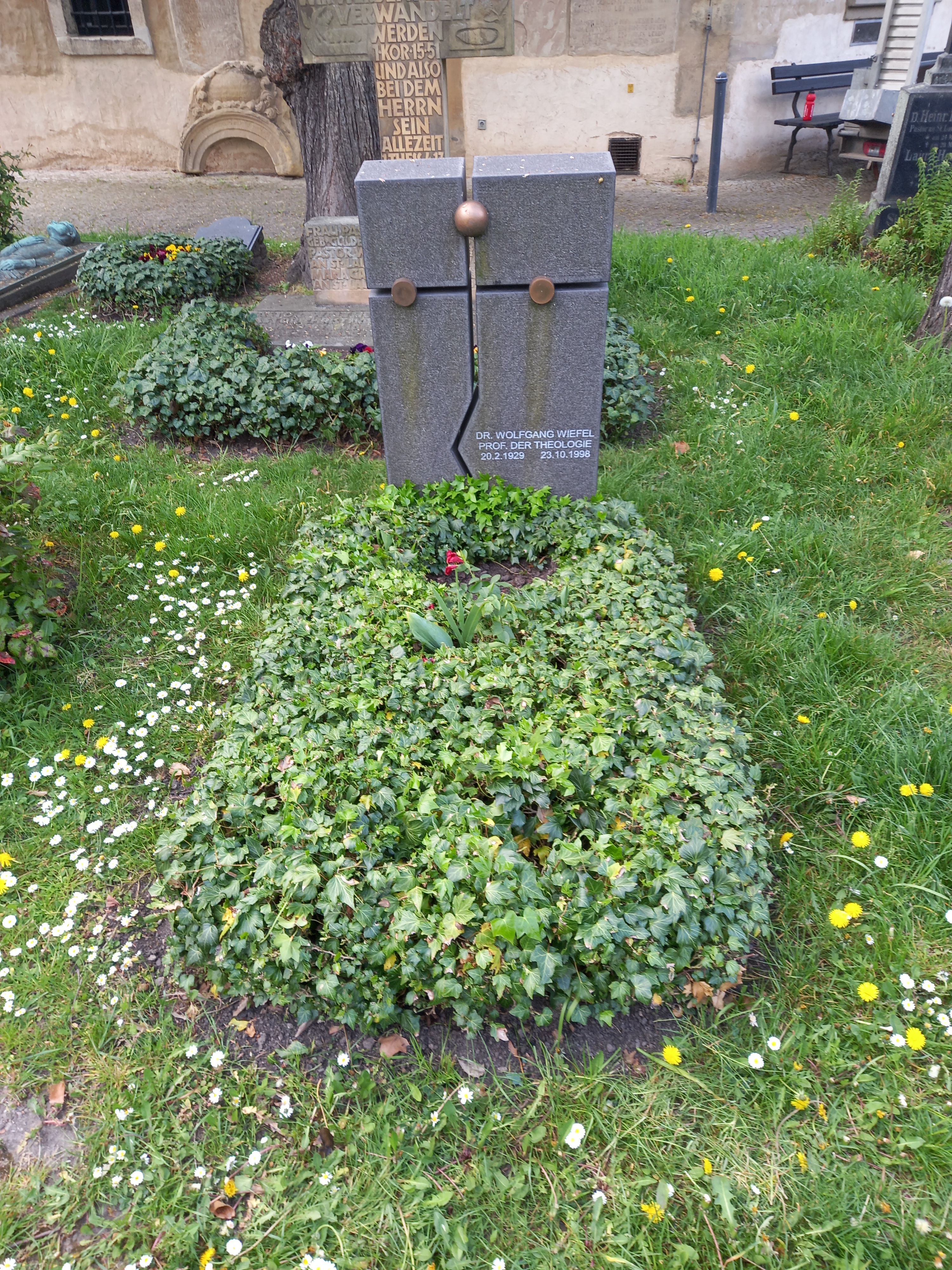
Das Grab von Wolfgang Wiefel auf dem evangelischen Laurentiusfriedhof in Halle

Wolfgang Wiefel (* 20. Februar 1929 in Oschersleben; † 23. Oktober 1998 in Halle (Saale)) war ein deutscher evangelischer Theologe der Neutestamentlichen Wissenschaft. Er war ab 1963 Dozent an der Universität Halle und von 1984 bis 1992 Professor am Theologischen Seminar Leipzig.

## Leben
Wolfgang Wiefel bestand 1947 sein Abitur und erhielt eine einjährige Lehrerausbildung in Magdeburg. Von 1948 bis 1951 war er in seiner Geburtsstadt Oschersleben als Grundschullehrer tätig. Ab dem Wintersemester 1951 studierte er an der Kirchlichen Hochschule in Berlin-Zehlendorf und am Sprachenkonvikt in Berlin Theologie. 1956 bestand Wiefel das Erste Theologische Examen und wurde als Aspirant freigestellt. Er arbeitete während dieser Zeit an seiner Promotion und Habilitation. 1959 wurde er an der Theologischen Fakultät der Karl-Marx-Universität Leipzig mit der von Johannes Leipoldt betreuten Dissertation Der Synagogengottesdienst im neutestamentlichen Zeitalter und seiner Einwirkung auf den entstehenden christlichen Gottesdienst promoviert. Seine Habilitation erfolgte 1963 ebenfalls in Leipzig mit der Arbeit Die Anfänge des christlichen Kirchenjahres im Lichte der vergleichenden Religionsgeschichte.
1963 wurde Wiefel Dozent für Neues Testament und Allgemeine Religionsgeschichte an der Theologischen Fakultät der Universität Halle, an der er 1975 zum Extraordinarius für Neues Testament ernannt wurde. 1984 folgte Wiefel dem Ruf an die Sektion Theologie an der Karl-Marx-Universität in Leipzig. Er erhielt den Lehrstuhl für Neues Testament, den er bis zu seiner vorzeitigen Emeritierung 1992 bekleidete.
Neben der akademischen Arbeit hatte Wiefel auch seine kirchliche Ausbildung weitergeführt. Im Januar 1964 wurde er Vikar in der Johannesgemeinde in Halle. Sein Zweites Theologisches Examen konnte er im Oktober 1965 erfolgreich vor dem Konsistorium in Magdeburg ablegen. Bereits zwei Monate später wurde Wiefel im Magdeburger Dom ordiniert. Auch später, als Dozent in Halle und Leipzig, wirkte er als Prediger und Seelsorger. Außerdem war Wiefel langjähriger Mitarbeiter im Fernunterricht der Kirchenprovinz Sachsen und im Kirchlichen Prüfungsamt tätig, dem er auch nach seiner Entpflichtung als Professor angehörte. Von 1975 bis 1976 arbeitete er im Auftrag der Liturgischen Konferenz des Lutherischen Weltbundes am Projekt Perikopenrevision zur Überprüfung des bis dahin gültigen Lektionars und der Predigttextreihen mit.
Während des Semesters hielt Wiefel Vorträge über den gesamten Bereich des Neuen Testaments, auch zur Geschichte und Literatur des Judentums. Seine Forschungen und Veröffentlichungen galten vor allem dem Neuen Testament, der Judaistik, der Alten Kirche sowie der Geschichte der Theologie, hauptsächlich der neutestamentlichen Forschung des 19. und 20. Jahrhunderts. Als Standardwerke gelten seine Neubearbeitungen der Kommentare Das Evangelium nach Lukas und Das Evangelium nach Matthäus von Walter Grundmann. Eine Biographie über den Apostel Paulus konnte nicht mehr erscheinen, da der Union Verlag aufgelöst wurde.
Wolfgang Wiefel starb am 23. Oktober 1998, im Alter von 69 Jahren, in Halle. Er wurde auf dem Laurentiusfriedhof bestattet.

## Schriften (Auswahl)
- Das Evangelium nach Matthäus (= Theologischer Handkommentar zum Neuen Testament, Bd. 1). Evangelische Verlagsanstalt, Leipzig 1998, ISBN 3-374-01639-1
- Das Evangelium nach Lukas (= Theologischer Handkommentar zum Neuen Testament, Bd. 3). Evangelische Verlagsanstalt, Berlin 1988, ISBN 3-374-00040-1
- Im Zeichen der Krise. Zur Geschichte der neutestamentliche Arbeit an der Universität Halle-Wittenberg von 1918 bis 1945. 1977
- Zwischen Spezialisierung und richtungspolitischer Gleichgewichtsstrategie. Zur Geschichte der neutestamentliche Arbeit an der Universität Halle-Wittenberg von 1888 bis 1916. 1976
- Die neutestamentliche Arbeit an der Universität Halle-Wittenberg von 1817 bis 1888. 1975
- Paulus in jüdischer Sicht. (Teil I und II) 1975
- Die jüdische Gemeinschaft im antiken Rom und die Anfänge des römischen Christentums, Judaica 26 (1970), 65-88.
- Vätersprüche und Herrenworte. Ein Beitrag zur Frage der Bewahrung mündlicher Traditionssätze. 1969
- Voraussetzungen und Anfänge des christlichen Kirchenjahres im Lichte der Religionsgeschichte. 1963
- Der Synagogengottesdienst im neutestamentlichen Zeitalter und seine Einwirkung auf den entstehenden christlichen Gottesdienst. 1959